# Jerry Ferrara
Jerry Charles Ferrara (Brooklyn, 25 novembre 1979) è un attore statunitense, di origini italiane.
È nato e cresciuto a Brooklyn, ma attualmente risiede a Los Angeles.
Ha iniziato la sua carriera nel 2000 apparendo in serie televisive mentre al cinema ha recitato in Last Vegas con Michael Douglas, Robert De Niro, Morgan Freeman e Kevin Kline, tra i suoi ultimi lavori.

## Filmografia

### Cinema
- Brooklyn Rules, regia di Michael Corrente (2007)
- Gardener of Eden - Il giustiziere senza legge (Gardener of Eden), regia di Kevin Connolly (2007)
- Where God Left His Shoes, regia di Salvatore Stabile (2008)
- Seven Days in Utopia, regia di Matt Russell (2011)
- Think Like a Man, regia di Tim Story (2012)
- Battleship, regia di Peter Berg (2012)
- A Band Called Death, regia di Mark Christopher Covino e Jeff Howlett (2012)
- Last Vegas, regia di Jon Turteltaub (2013)
- Empire State, regia di Dito Montiel (2013)
- Lone Survivor, regia di Peter Berg (2013)
- Volo 7500 (Flight 7500), regia di Takashi Shimizu (2014)
- La guerra dei sessi - Think Like a Man Too (Think Like a Man Too), regia di Tim Story (2014)
- Entourage, regia di Doug Ellin (2015)
- Club Life, regia di Fabrizio Conte (2015)
- Sully, regia di Clint Eastwood (2016)

### Televisione
- Entourage – serie TV, 96 episodi (2004-2011)
- Power – serie TV, 10 episodi (2015-2017)

## Doppiatori italiani
Nelle versioni in italiano delle opere in cui ha recitato, Jerry Ferrara è stato doppiato da:
- Daniele Raffaeli in Entourage (st. 4-8), Club Life
- Marco Vivio in La guerra dei sessi - Think Like a Man, Sully
- Francesco Venditti in Entourage (st. 1-3)
- Paolo Vivio in Last Vegas
- Simone Crisari in Empire State
- Dimitri Winter in Lone Survivor
- Stefano Brusa in Power
- Davide Perino in Entourage (film)
- Enrico Chirico in Shooter
- Massimo Triggiani in Dating in New York